# مرآسية

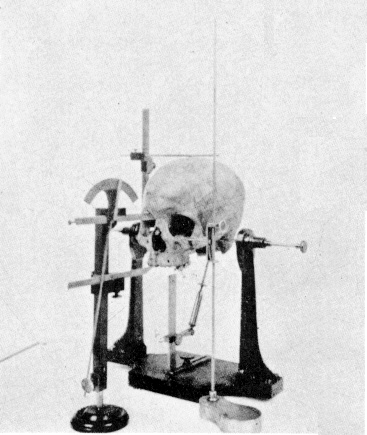

المِرآسية وجهازها هو المِرآس (بالإنجليزية: Cephalometric X-Ray)‏، هي دراسة وقياس الرأس -الرأس البشري عادة- خاصة عند التصوير التشخيصي الطبي الشعاعي. يُعد قياس القحف (الجمجمة) تصنيفًا فرعيًا كبيرًا ضمن المِرآسية. تمتلك المِرآسية أيضًا تاريخًا طويلًا في علم الفرينولوجيا (علم فراسة الدماغ)، وهو دراسة الشخصية بمساعدة علم الفراسة (دراسة ملامح الوجه). تُطبق أشعة الرأس الجانبية في سياق التشريح المقارن خلال الأنثروبولوجيا البيولوجية. تساعد المِرآسية في العلاج والبحث ضمن السياقات السريرية مثل طب الأسنان وجراحة الفم والوجه والفكين؛ إذ يوجه معالم قياس الرأس الجراحين في التخطيط والعلاج.

## نبذة تاريخية
يمكن تتبع تاريخ قياس المِرآسية (سيفالو + ميترك؛ «قياس الرأس») من خلال الفن والعلوم والأنثروبولوجيا. تعود أصول الطريقة المهمة للقياس إلى عصر النهضة. ربما يكون ليوناردو دافينشي أشهر العلماء والفنانين الذين درسوا نسب الوجه خلال عصر النهضة. درس دافنشي (مع آخرين) نسب الوجه وعممها. بحث دافنشي عن النسب الإلهية (المثالية) في سعيه لفهم نسب الوجه. عُثر على النسبة الإلهية لنسب الوجه من حيث صلتها بالجماليات في القرن العشرين. بدءًا من بيتروس كامبر في زوايا القرن الثامن عشر، الذي بدأ العمل على قياس شكل الوجه. بدأ كامبر أيضًا التجميع الإثنوغرافي بناءً على شكل الوجه. حدد أندرس ريتزيوس المؤشرات السيفالومترية وصنف الأشكال المختلفة للرأس. يشير الرأس القصير (Brachycephalic) إلى رأس صغير مستدير، ويشير الرأس الطويل (dolichocephalic) إلى رأس طويل. يشير الرأس المتوسط (Mesocephalic) إلى الرأس متوسط الحجم، الذي يكون عادة بين حجم الرأس الصغير والرأس الطويل.

### الجدول الزمني
- حدد أندرس ريتزيوس (1796-1860) مؤشر الرأس وسيلة من أجل تصنيف البقايا البشرية القديمة في أوروبا.
- في عام 1931، بدأ أطباء تقويم الأسنان عصر المِرآسية.
- بدأ عصر الأشعة السيفالومترية القابلة للحساب في الستينيات من القرن العشرين.
- في عام 1961 نشر دونالد وبراون مقالًا حول استخدام الأمواج فوق الصوتية من أجل ربط قياس رأس الجنين بحجمه ووزنه.

## التطبيقات

### طب الأسنان
يستخدم المِرآسية في طب الأسنان -وخاصة في مجال تقويم الأسنان- من أجل قياس الحجم وعلاقات الأسنان والفكين والجمجمة. يساعد هذا التحليل في تقرير خطط العلاج، وتحديد التغيرات أثناءه، وتوفير بيانات البحث السريري. يركز القياس الرأسي على الأبعاد الخطية والزاوية التي أنشأتها العظام والأسنان وقياسات الوجه. ويستُخدم أيضًا من أجل قياس الأنسجة الصلبة واللينة للمركب الوجهي القحفي.

### طب التوليد
يُعد القياس الرأسي بالأمواج فوق الصوتية مفيدًا من أجل تحديد نمو الجنين داخل الرحم. يمكن للقياس الرأسي أيضًا تحديد ما إذا كان الطفل الذي لم يولد بعد سيمر عبر قناة الولادة بسلاسة. تُستخدم الآن بعض تطبيقات التصوير ثلاثي الأبعاد في القياس الرأسي للتوليد. في عام 1961، استخدم دونالد وبراون تقنية الأمواج فوق الصوتية من أجل قياس حجم رأس الجنين. حاول علماء آخرون استخدام ذات الطريقة ووجدوا اختلاف تقنية الأمواج فوق الصوتية بمقدار 3 مم عن قياس ما بعد الولادة باستخدام الفرجار. تتطلب هذه الطريقة وضع جهاز الإرسال والاستقبال على بطن الأم فوق منطقة رأس الجنين. يُنقل المستقبل حتى يصبح زوج الصدى قويًا ومتساويًا. يشير هذا إلى تعامدها مع حزمة الإرسال. تساوي مسافة الانعكاسات القطر بين القطبين. انطلاقًا من هذا، يمكن تحديد حجم الرأس ووزن الجنين بدقة متناهية. الهدف من استخدام القياس الرأسي بالأمواج فوق الصوتية هو استخدامه بالإضافة إلى تقنيات التصوير الشعاعي الأخرى. حتى الآن، لم يُبلغ عن أي آثار سيئة على الجنين أو الأم باستخدام القياس الرأسي للجنين بالأمواج فوق الصوتية.